# Ачакасинське сільське поселення
Ачака́синське сільське поселення (рос. Ачакасинское сельское поселение) — муніципальне утворення у складі Канаського району Чувашії, Росія. Адміністративний центр — присілок Нові Ачакаси.

## Населення
Населення — 1772 особи (2019, 2157 у 2010, 2383 у 2002).

## Склад
До складу поселення входять такі населені пункти:
| Населений пункт            | Населення, осіб (2002) | Населення, осіб (2010) |
| -------------------------- | ---------------------- | ---------------------- |
| Ачакаси, село              | 413                    | 343                    |
| Ачакс, селище              | 20                     | 13                     |
| Єлмачі, присілок           | 416                    | 372                    |
| Ірдеменево-Кішки, присілок | 155                    | 140                    |
| Напольні Котяки, присілок  | 812                    | 748                    |
| Нові Ачакаси, присілок     | 567                    | 541                    |